# Turki ibn Said

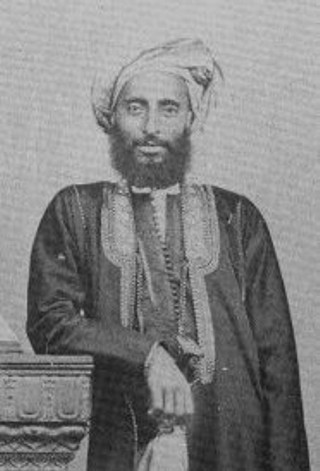
Turki ibn Said, 1832–1888

Turki ibn Said (arabisch تركي بن سعيد, DMG Turkī b. Saʿīd; * 1832; † 4. Juni 1888) war Sultan von Maskat und Oman (1870–1888).
Turki hatte schon nach dem Tod seines Vaters Said ibn Sultan (1804–1856) seinem Bruder Thuwaini ibn Said (1856–1866) die Herrschaft in Oman streitig gemacht. 1870 gelang ihm mit Hilfe der Scheichs von Dubai, Adschman und Ra’s al-Chaima, und der finanziellen Unterstützung aus Sansibar der Sieg über Azzan ibn Qais (1868–1870) im Wadi Dhank bei Ibri. 
Nun konnte er die Herrschaft in Maskat und Oman übernehmen. Seine Regierung war durch den wirtschaftlichen Niedergang des Landes sowie die Rivalitäten zwischen den großen Stammesverbänden der Hinawi und Ghafiri gekennzeichnet. Außerdem musste er sich weiter mit den Anhängern von Azzan ibn Qais auseinandersetzen. In der Folgezeit konnte er sich nur mit Unterstützung der Briten an der Macht halten. Nachfolger wurde sein Sohn Faisal ibn Turki (1888–1913).
Siehe auch: Said-Dynastie
| Personendaten    | Personendaten              |
| ---------------- | -------------------------- |
| NAME             | Turki ibn Said             |
| KURZBESCHREIBUNG | Sultan von Maskat und Oman |
| GEBURTSDATUM     | 1832                       |
| STERBEDATUM      | 4. Juni 1888               |